# Motoscafo (Venezia)
A Venezia, come motoscafo è indicato un particolare mezzo di trasporto pubblico, meglio definibile come motobattello, più snello e veloce dei normali vaporetti, dedicato ai servizi di linea lungo le rotte di circumnavigazione del centro storico. Tale mezzo è in acciaio, lungo circa 25 metri e dotato di due cabine passeggeri a poppa e a prua con i finestrini sul livello del mare. La cabina di comando, rialzata di circa 80 centimetri, si trova a mezzanave e divide le due cabine completamente. La cabina è incorporata nel piano comune per lo sbarco e l'accesso alle cabine tramite scalini. Il primo modello risale al 1933, quando con l'apertura di rio Nuovo si rese necessaria la costruzione di una serie di imbarcazioni più piccole rispetto ai vaporetti, dovendo transitare in canali stretti e sotto ponti bassi. Nei primi esemplari la prua era scoperta, senza l'odierna cabina.

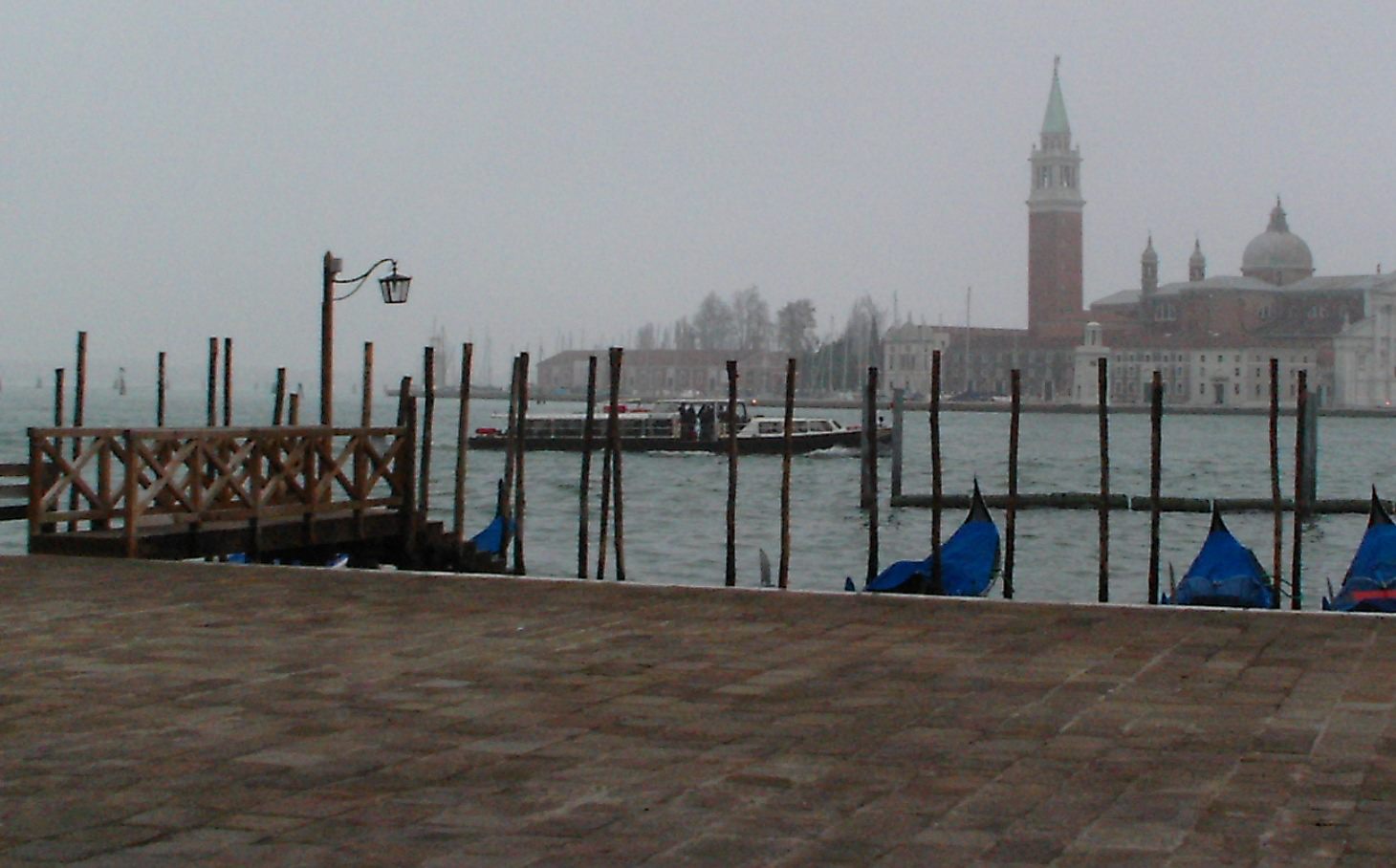
Motoscafo in canale della Giudecca a Venezia
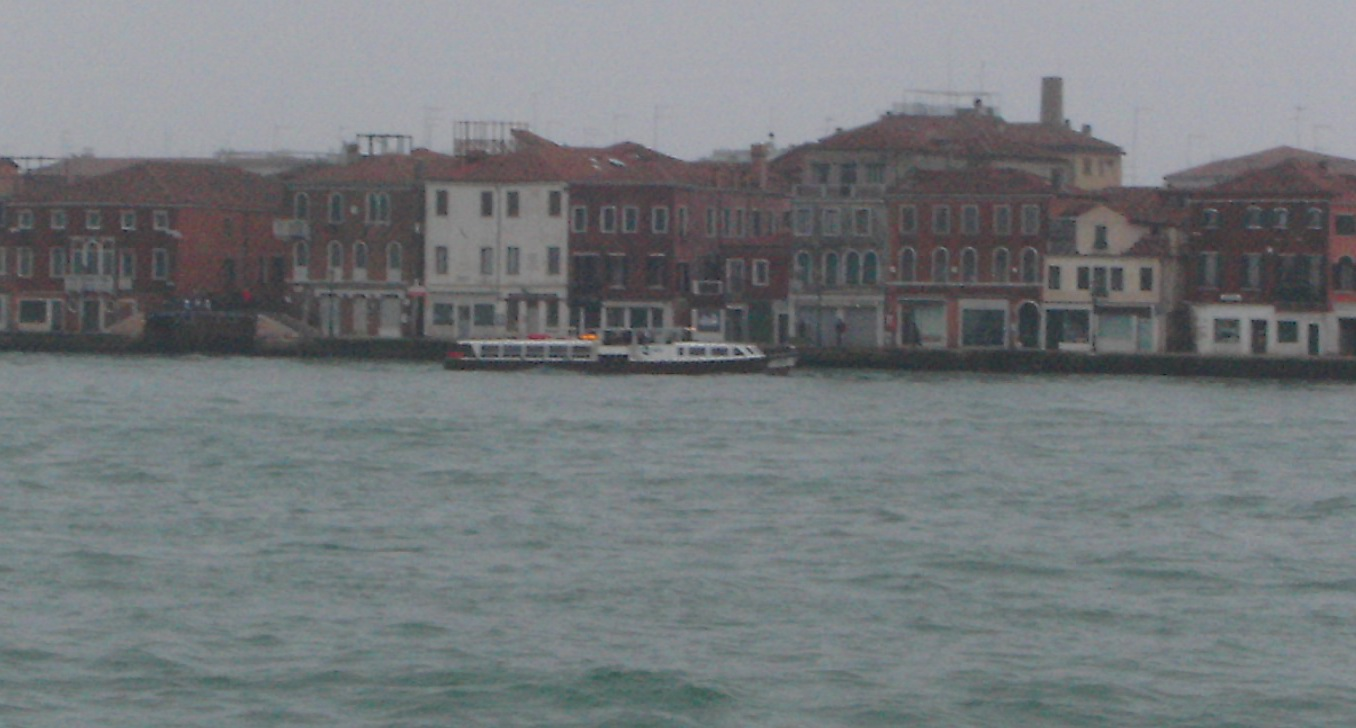
Motoscafo di nuova generazione a basso impatto in bacino San Marco
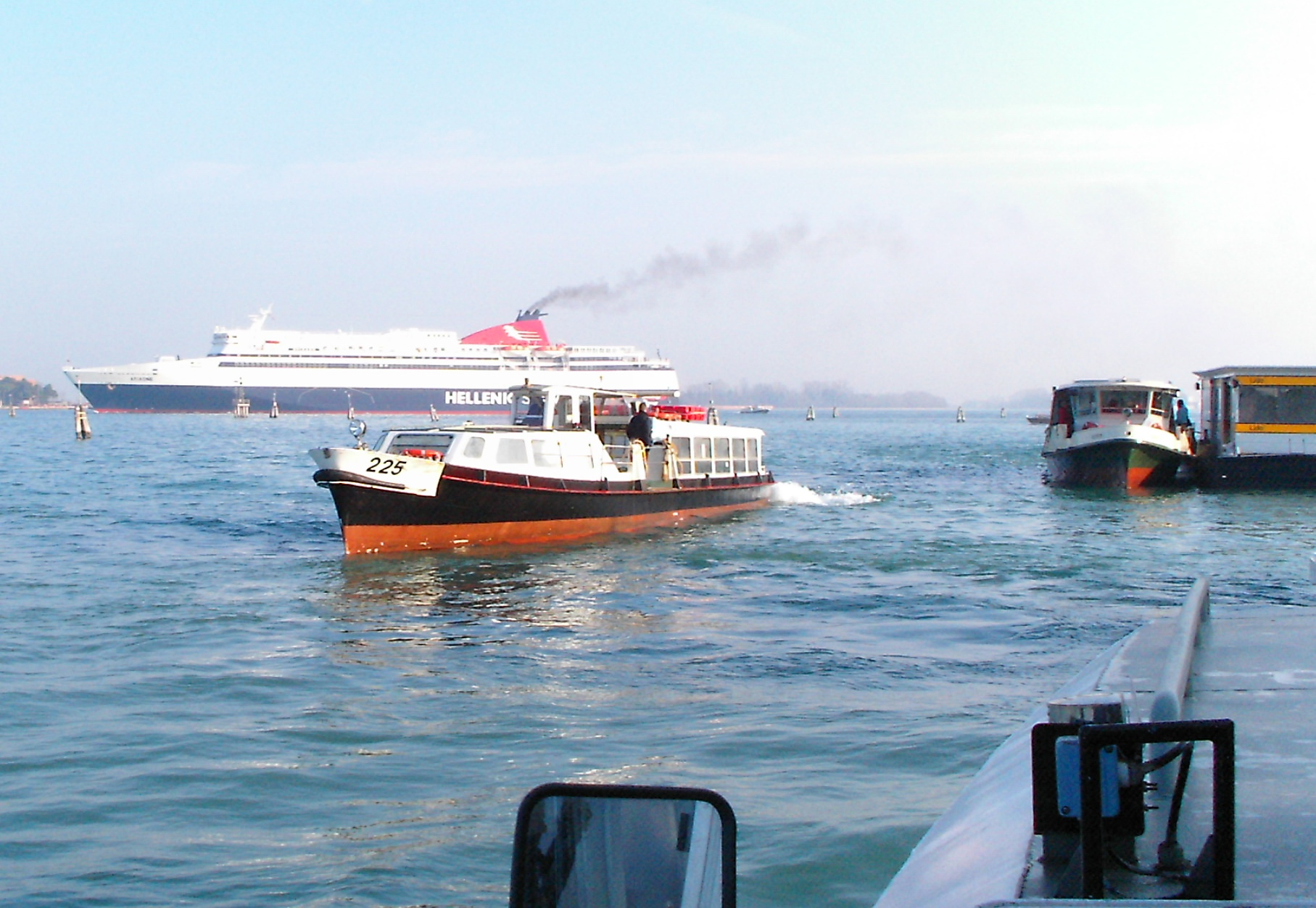
Motoscafo di fronte all'approdo di Lido S.M.E.
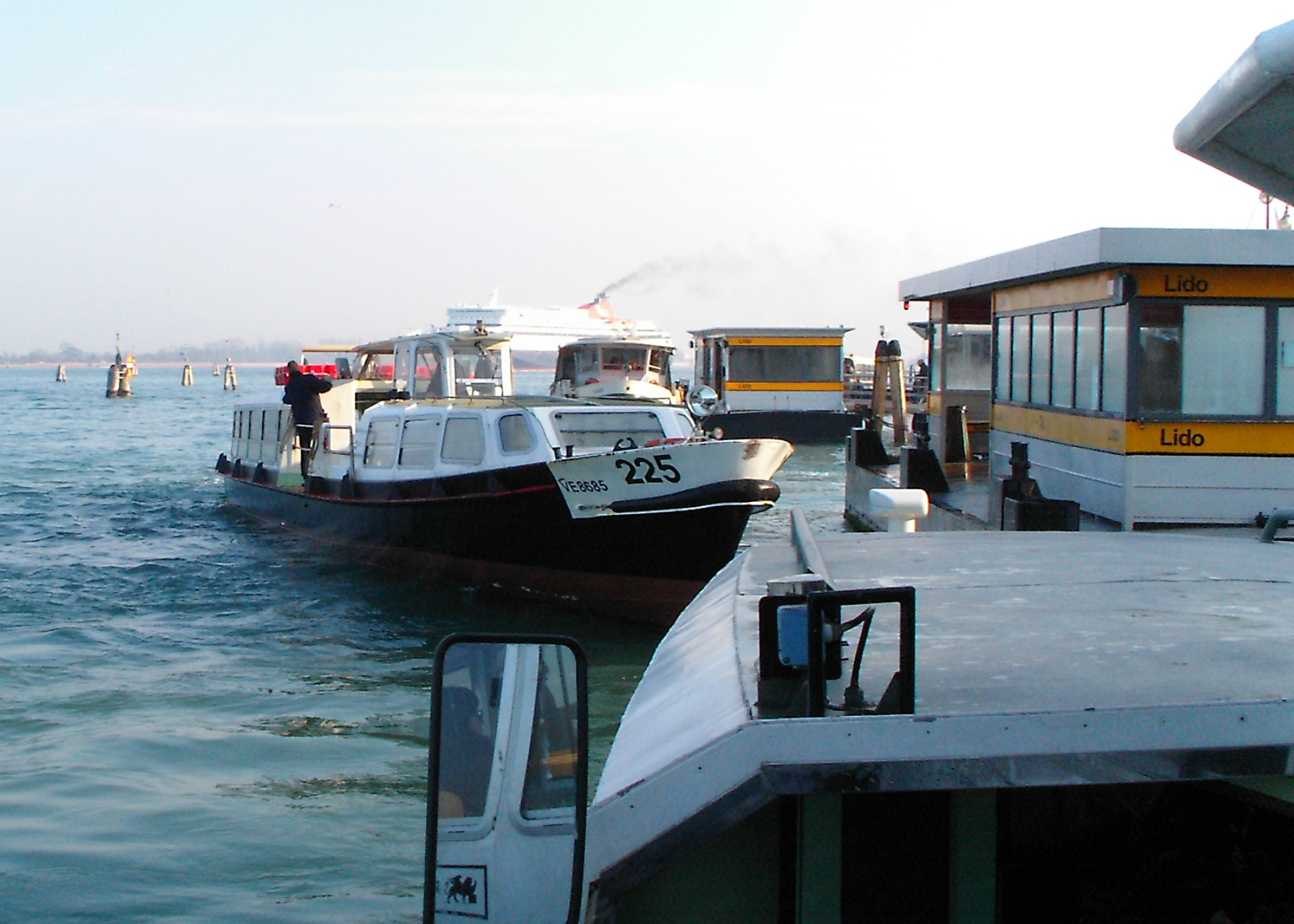
Motoscafo di fronte all'approdo di Lido S.M.E.
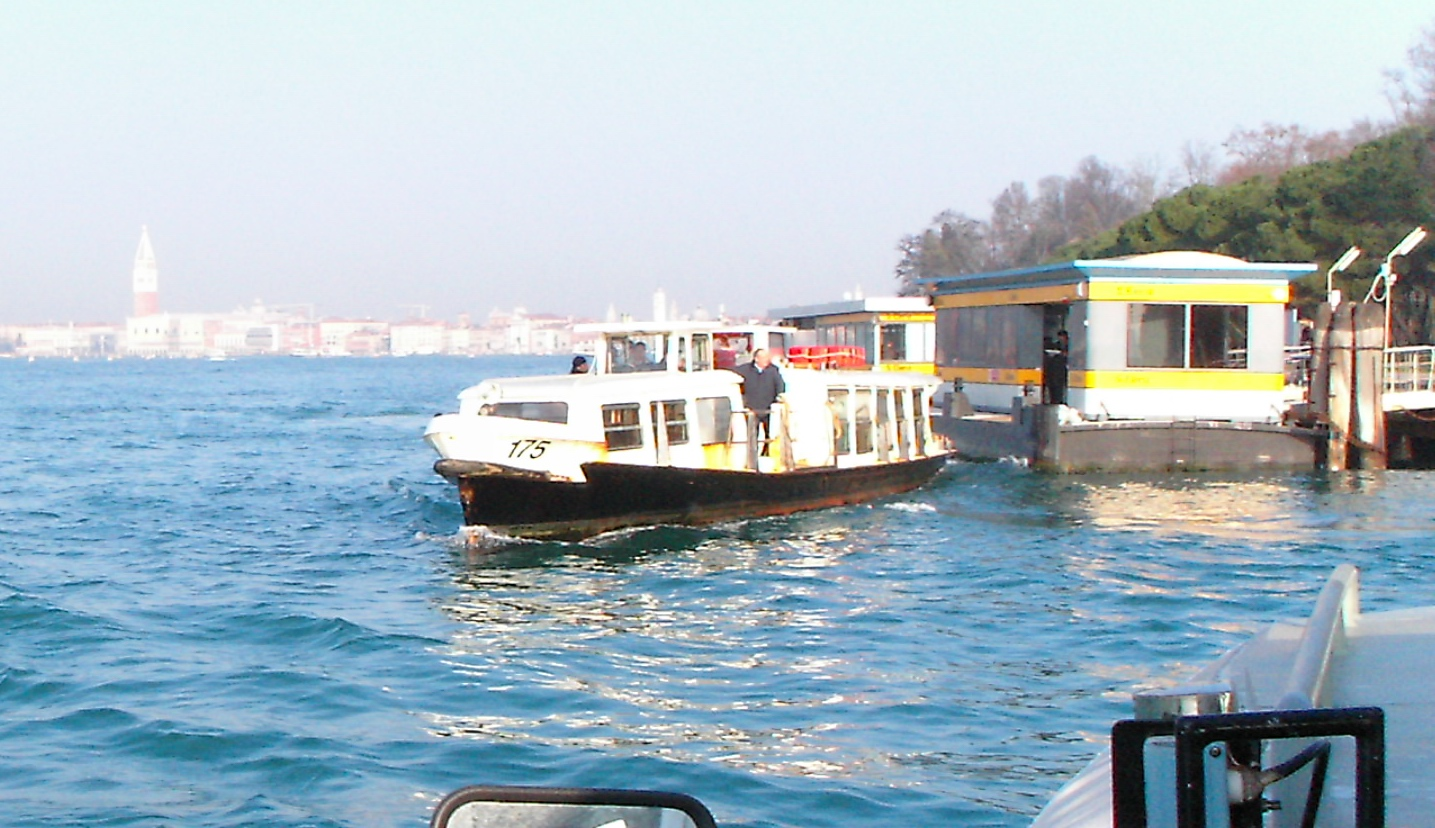
Motoscafo di vecchio tipo in disuso in partenza da Sant'Elena